# سيونج وو ريو
سيونج وو ريو (بالكورية: 류승우) (مواليد 17 ديسمبر 1993) هو لاعب كرة قدم كوري جنوبي يجيد اللعب في خط الوسط ويلعب أيضًا كمهاجم ثاني  ، ويلعب حاليًا لنادي باير ليفركوزن الألماني.

## روابط خارجية
- سيونج وو ريو على موقع دوري كوريا الجنوبية (الإنجليزية)
- سيونج وو ريو على موقع قاعدة بيانات كرة القدم.إي يو (الإنجليزية)
- سيونج وو ريو على موقع Soccerway.com (الإنجليزية)
- سيونج وو ريو على موقع عالم كرة القدم.نت (الإنجليزية)
- سيونج وو ريو على موقع أوليمبيديا (الإنجليزية)
- سيونج وو ريو على موقع AS.com (الإسبانية)

- Seung-Woo Ryu